# Universidad de Niágara

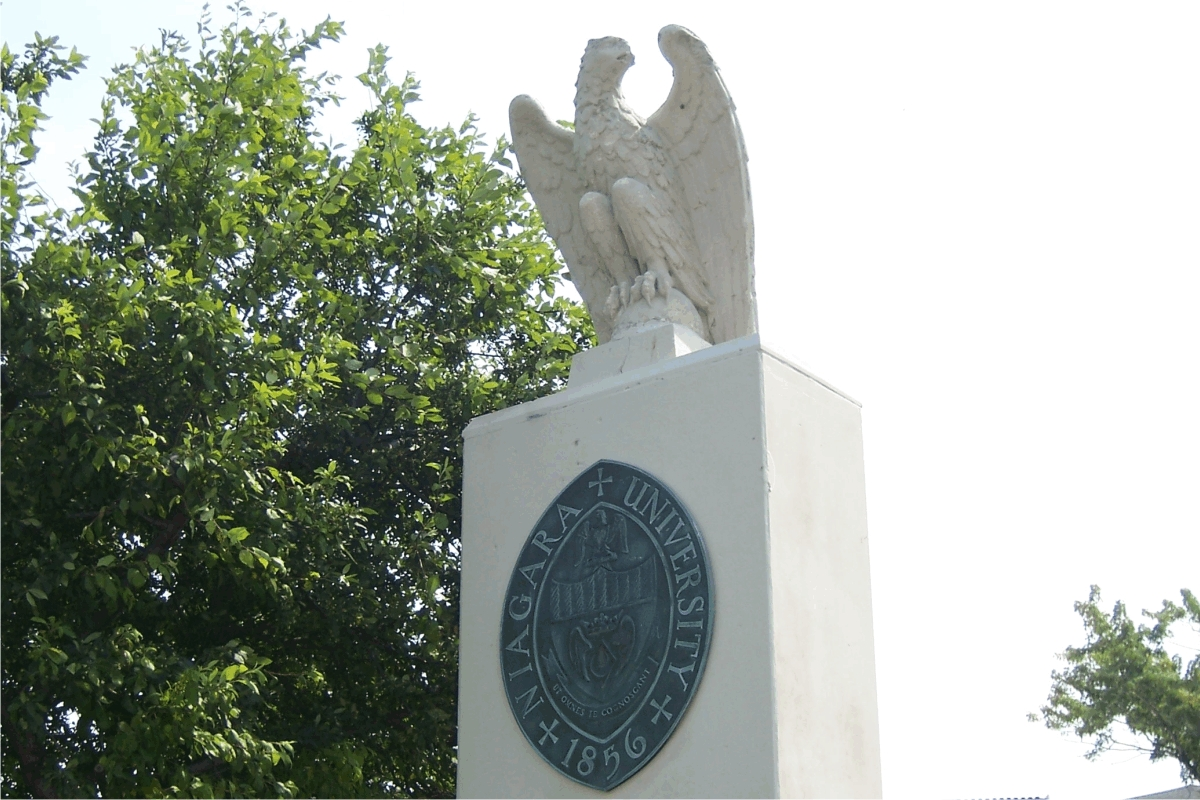
El sello de la universidad en una de las columnas que franquean la entrada al campus.

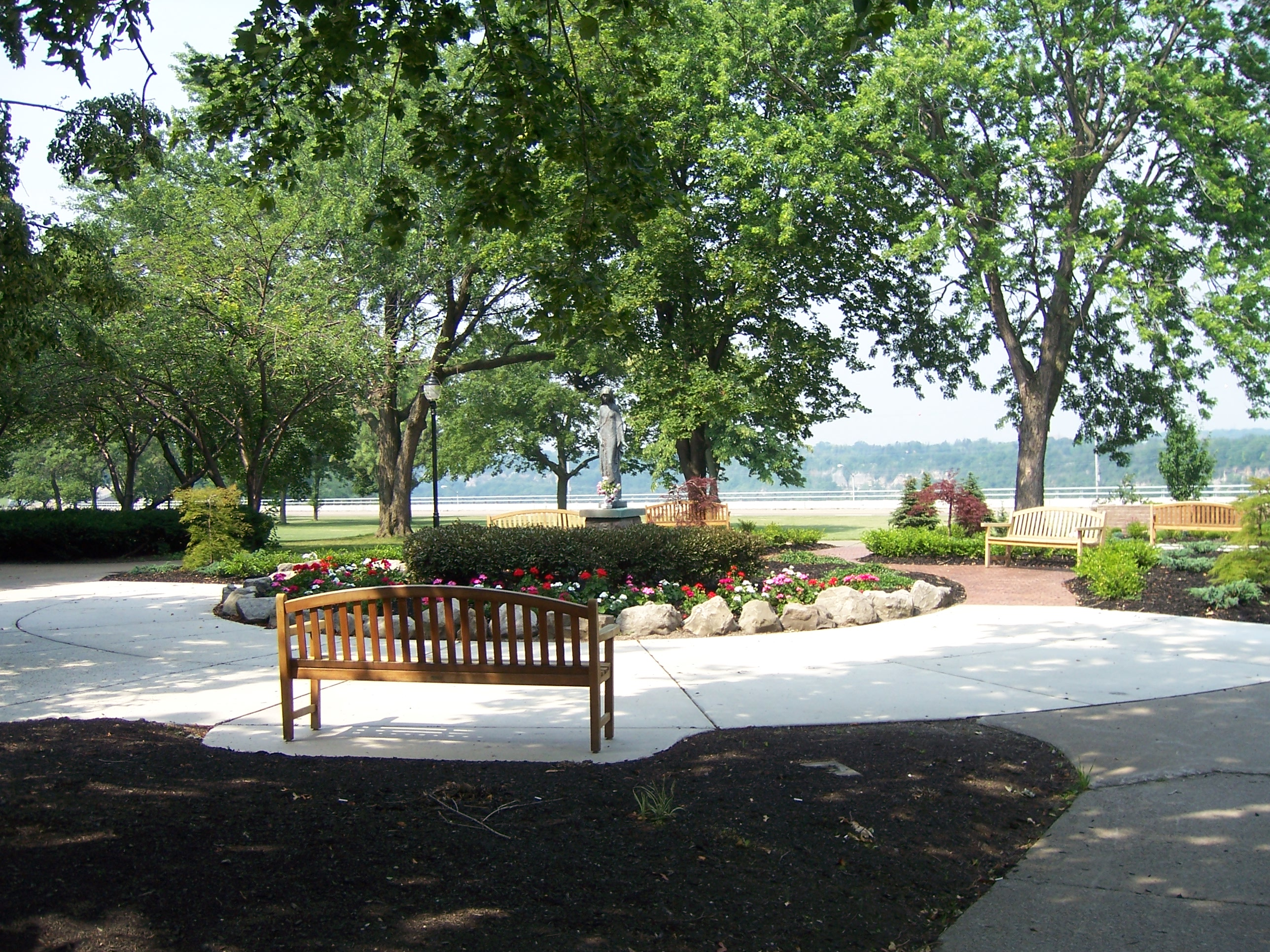
Panorámica de la parte del campus con vistas al Canadá.

La Universidad de Niágara (Niagara University -NU- en idioma inglés) es una universidad católica privada, de la Congregación de la Misión (Padres Paúles), ubicada en el condado de Niágara (Nueva York). Los Padres Paúles también dirigen otras dos universidades estadounidenses, la Universidad DePaul, y la Universidad St. John's.

## Historia
La Congregación de la Misión fundó la Universidad de Niágara, en un principio, como seminario, con el nombre de Nuestra Señora de los Ángeles. Se convirtió en Universidad de Niágara en 1883, para la instrucción de la juventud en las humanidades y en las ciencias. Desde entonces, la institución mantiene su tradición católica y enfatiza los estudios de letras y ciencias desde una perspectiva humanística.

## Campus
Ocupa 160 acres en Monteagle Ridge, justo en el borde de la garganta del río Niágara, solamente 4 millas al norte de las famosas cataratas.
También tiene un campus en Vaughan (Ontario), Canadá, donde imparte un programa de bachelor y un máster.

## Escuelas y facultades
La universidad tiene cinco facultades:
- Facultad de Artes y Ciencias (college of Arts and Sciences)
- Facultad de Administración de Empresas Holzschuh (Holzschuh College of Business Administration)
- Facultad de Educación (college of Education)
- Facultad de Hostelería y Turismo (college of Hospitality and Tourism Management)
- Facultad de Enfermería (college of Nursing)

## Vida estudiantil
La Oficina de Actividades del Campus administra infinidad de clubes y asociaciones de estudiantes y supervisa la Junta de Programas del Campus (Campus Programming Board), que organiza cientos de actividades, de manera que haya, al menos, una actividad diaria para ofrecer a los estudiantes, de forma gratuita, o a un coste muy bajo. También patrocina el periódico semanal, Niagara Index, que es el tercer periódico universitario más antiguo de los Estados Unidos. Este periódico nació el 1 de enero de 1870, como Niagara Tribute, pero latinizó su nombre a Index Niagarensis al año siguiente, el 1 de enero de 1871, y adoptó el definitivo Niagara Index el 15 de diciembre de 1874.

## Deportes
NU mantiene 18 equipos en División I de la NCAA. Todos ellos compiten en la conferencia Metro Atlantic Athletic Conference a excepción del equipo de hockey sobre hielo masculino, que compite en la Atlantic Hockey.
NU compite en hombres en béisbol y hockey sobre hielo. En mujeres, lo hace en voleibol, atletismo, lacrosse y sófbol. Tanto en hombres como en mujeres, compite en campo a través, fútbol, baloncesto, tenis, golf y natación. El deporte donde NU ha destacado más en su historia ha sido el baloncesto masculino, donde mantiene una rivalidad deportiva histórica con las universidades católicas de Canisius (Jesuitas) y San Buenaventura (Franciscanos), en lo que se conoce como la liga de los tres pequeños (the little three). En hockey sobre hielo también se han conseguido, en los últimos años, importantes éxitos.

## Antiguos alumnos destacados
- Joe Arlauckas, jugador de baloncesto.
- Hubie Brown, jugador de baloncesto.
- Larry Costello, jugador de baloncesto.
- Tremmell Darden, jugador de baloncesto
- Patrick Cowley, músico.
- William Joseph Donovan, creador de la OSS.
- Frank Layden, presidente de Utah Jazz.
- Michael J. Mc Givney, fundador de los Caballeros de Colón.
- Calvin Murphy, jugador de baloncesto.
- John O'Hara, escritor.
- David Michael O'Connell, obispo católico.